# Underdog (ARS)
Underdog is het achtste studioalbum dat verscheen van Atlanta Rhythm Section (ARS). ARS had een aantal succesvolle jaren achter de rug, met name in het zuiden van de Verenigde Staten. In Europa sloeg de band minder aan dan hun nichegenoten Allman Brothers Band en Lynyrd Skynyrd. Het nadeel van het succes was dat de muziek steeds Amerikaanser werd, meer verzorgd waardoor het rockgedeelte was verloren ging ten opzichte van de vorige albums. Underdog had twee singles in zich, die (ook weer in de VS) goed verkochten. Do it or die en Spooky haalden de top 20 van de Billboard Hot 100; vergelijking in Nederland kwamen de plaatjes en het album niet in de album- dan wel singlelijsten. In de Verenigde Staten haalde het album plaats 26 in de Amerikaanse albumlijst.
Het album werd opgenomen in thuisbasis Doraville, Georgia in de studio waar ze als studiomusici begonnen en nog steeds artiesten begeleidden. Na de opnamen vertrok Robert Nix.

## Musici
- Ronnie Hammond – zang
- Barry Bailey – gitaar
- J.R. Cobb – slaggitaar en achtergrondzang
- Paul Goddard – basgitaar
- Dean Daughtry – toetsinstrumenten
- Robert Nix – drums

## Tracklist
| Nr. | Titel                                                                        | Duur |
| --- | ---------------------------------------------------------------------------- | ---- |
| 1.  | Do it or die (Buie, Cobb, Hammond)                                           | 3:27 |
| 2.  | Born ready (Buie, Daughtry, Nix)                                             | 3:54 |
| 3.  | I hate the blues/ Let’s get stoned (Buie, Daughtry, Nix / Ashford & Simpson) | 7;12 |
| 4.  | Indigo passion (Buie, Cobb)                                                  | 3:56 |

| Nr. | Titel                                                | Duur |
| --- | ---------------------------------------------------- | ---- |
| 1.  | While time I left (Buie, Daughtry, Bailey, Nix)      | 5:20 |
| 2.  | It’s only music (Buie, Cobb)                         | 5;33 |
| 3.  | Spooky (Buie, Cobb, Mike Shapiro, Harry Middlebroks) | 4:57 |
| 4.  | My song (Buie, Hammond)                              | 3:15 |

Eerst in 2010 volgde een uitgave op compact disc door het Britse retro-platenlabel BGO Records. Het werd samen met The Boys from Doraville op één schijfje gezet.